# 蒂蒂湖
蒂蒂湖（Titisee）是德国西南部巴登-符滕堡州黑森林南部的一个湖泊，据说得名于罗马皇帝提图斯。它的面积为1.3 km²，平均深度为20 米。蒂蒂湖由 Feldberg 冰川形成，在更新世，冰碛物挖掘形成了今天的湖岸。这个湖泊的出口，海拔840 米，是Gutach河（下游称为 Wutach河）。在其北岸是同名的温泉镇，今天是蒂蒂湖-新城城市的一部分。

## 冬天
冬季时，蒂蒂湖的结冰部分（冰层厚度>16厘米）可以公开让公众使用。

## 图片

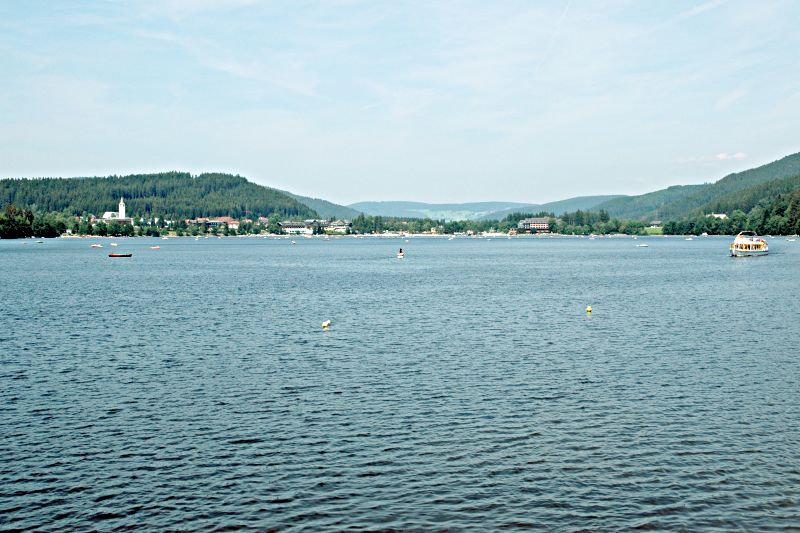
远望蒂蒂湖
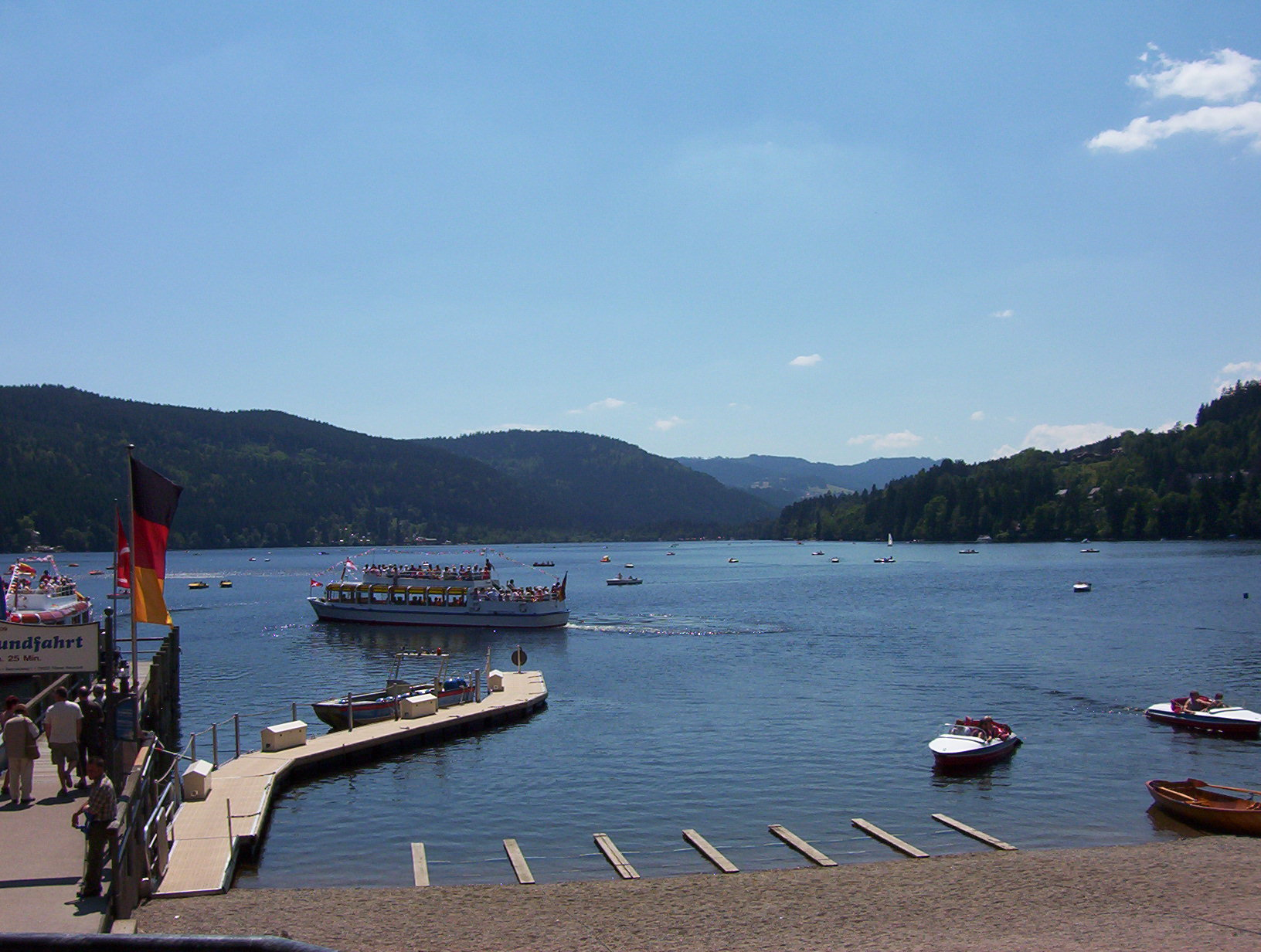
北岸